# What a Time
Singles par Niall Horan
Seeing Blind
(2018) Nice to Meet Ya
(2020)
Singles par Julia Michaels
Peer Preasure
(2019) Okay
(2019)
What a Time est une chanson de la chanteuse américaine Julia Michaels en duo avec le chanteur irlandais Niall Horan, sortie le 24 janvier 2019, sous le label Republic Records.

## Composition
Les paroles de la chanson font référence au deuil d'une fin de relation amoureuse. La chanson est composée en Do majeur avec un rythme de 67 bpm. 

## Performance
Le 19 février 2019, Julia Michaels et Niall Horan chantent le single pour la première fois dans l'émission The Late Late Show with James Corden. 

## Clip
Le clip est réalisé par Boni Mata et est sorti le 7 février 2019. Un clip en version acoustique est sortie le 28 mars 2019. 

## Nomination
| Année | Nomination           | Award             | Résultat | Ref   |
| ----- | -------------------- | ----------------- | -------- | ----- |
| 2019  | Choice Collaboration | Teen Choice Award | Nommés   | [ 6 ] |

## Certifications
| Pays   | Certification | Ventes |
| ------ | ------------- | ------ |
| Canada | Or            | 40 000 |